# Университет гастрономических наук
Университет гастрономических наук (итал. Università degli Studi di Scienze Gastronomiche, UNISG) — международный университет, расположенный на севере Италии. Кампус находится в Полленцо, недалеко от Бра, города в северо-западной части Пьемонта. Карло Петрини, основатель движения «слоуфуд», основал университет, чтобы сосредоточиться на гастрономических науках и органических отношениях между едой, экологией и культурами. Более 2500 студентов прошли курсы в UNISG с момента его открытия в 2004 году. UNISG предлагает различные курсы, ведущие к получению степени бакалавра и магистра в областях, связанных с гастрономическими науками, пищевой культурой и наследием, пищевой экологией, а также пищевыми коммуникациями и управлением. В рамках своей учебной программы студенты ежегодно участвуют в ряде учебных поездок в Италию, а также в другие европейские и неевропейские страны.

## История
Карло Петрини, основатель движения Slow Food, основал международный университет в 2004 году для подготовки студентов к работе в пищевой и туристической отраслях, в государственных учреждениях, связанных с пищевыми продуктами, или в журналистике, связанной с продуктами питания. UNISG — единственный в мире университет, ориентированный на (медленное) питание. Миссия университета состоит в том, чтобы способствовать первоклассным исследованиям и высшему образованию в области продуктов питания с конкретной целью обеспечения устойчивости продуктов питания и продовольственного суверенитета. Университет участвует в проектах, которые наводят мосты между научными знаниями и традиционными знаниями, защищают биокультурное разнообразие продуктов питания и укрепляют сложные отношения между гастрономией, биологическими, сельскохозяйственными науками и науками о продуктах питания/пище, а также социальными и гуманитарными науками. Это отражает миссию движения Слоу Фуд, которое утверждает, что понимание еды включает в себя экономику, науку об окружающей среде, историю, биологию и антропологию, а также эстетику, и соответствует основным принципам движения «хорошо, чисто и справедливо».
Для кампуса Петрини выбрал Agenzia di Pollenzo, неоготический дворец XIX века. Королевская семья Савойи построила оригинальное здание в 1833 году в качестве летнего домика.
Второй кампус открылся в 2005 году в Колорно. Он предлагал степени магистра в области гастрономических наук, культуры питания и коммуникаций. Позже, в 2011 году, кампус Колорно был оставлен, и программы, преподаваемые там, объединились с программами, преподаваемыми в Полленцо. UNISG зачисляет около 100 студентов каждый год на первый курс программы бакалавриата («Laurea Triennale») по специальности «Гастрономические науки и культуры» (преподавание на английском и итальянском языках), около 40 на двухлетнюю магистерскую программу ("Laurea Magistrale") по направлению "Инновации и менеджмент в области пищевых продуктов" (на английском языке) и около 100-150 на годичную магистерскую программу. Всего в 2021 году университете принял около 500 студентов из более чем 60 стран мира.

## Организация и структура

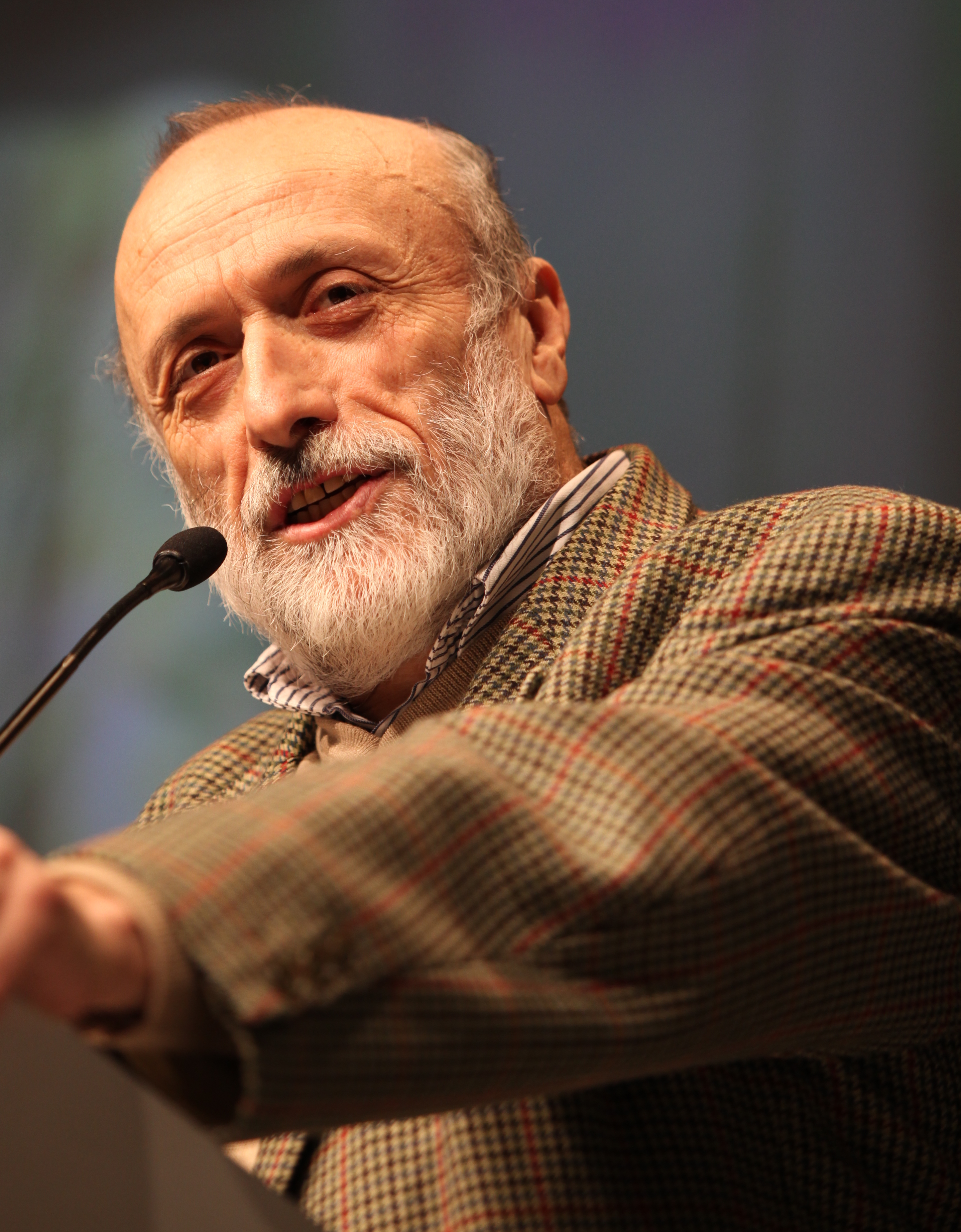
Карло Петрини на конференции Identità Golose, 2010

В администрацию университета входят ректор, совет факультета, совет директоров, исполнительный комитет, административный директор, аудиторская комиссия, оценочная комиссия и представители студентов, на каждого из которых возложен набор управленческих обязанностей. Совет, который наблюдает за административным и финансовым управлением UNISG, назначает ректора, который руководит академической и научной деятельностью университета. В совет факультета входят все профессора и доценты, один представитель научных сотрудников (доценты) и два представителя студентов.

## Кампус
Кампус Университета гастрономических наук находится в Полленцо, пригороде Бра, Италия. Бра находится в провинции Кунео, примерно в 50 км к югу от Турина.
В 1997 году поместье, включая кампус, стало одной из групп, добавленных в список объектов всемирного наследия под общим названием «Резиденции Королевского дома Савойи». Участок, внесённый в список конкретно как Castello di Pollenzo, занимает площадь 25,36 га (62,7 акра) и находится в буферной зоне площадью 492,44 га (1216,8 акра). Комплекс включает в себя Banca del Vino (винный банк) и Albergo dell’Agenzia — отель с рестораном, а также университет. Недавним дополнением к комплексу является Corte Albertina, где находится лаборатория Pollenzo Food Lab. Административные здания университета и учебные помещения были переоборудованы в соответствии с современными стандартами.

## Проживание
Студенты UNISG живут в основном в Бра.

## Академическая деятельность
UNISG предлагает 3-летнюю программу бакалавриата, ведущую к получению степени бакалавра («Laurea Triennale») в области «Гастрономических наук и культур» (преподавание на английском и итальянском языках, 180 кредитов ECTS); 2-летнюю магистерскую программу («Laurea Magistrale», 120 кредитов ECTS), полностью преподаваемую на английском языке, по направлению «Инновации и менеджмент в области пищевых продуктов», и семь годичных магистерских программ с полным днём по 90 кредитов ECTS, также полностью преподаваемых на английском языке:
- Магистр гастрономии — мировые пищевые культуры и мобильность
- Магистр гастрономии — творчество, экология и образование
- Магистр пищевой культуры, коммуникаций и маркетинга
- Магистр винной культуры и коммуникации
- Магистр прикладной гастрономии — кулинарное искусство
- Магистр агроэкологии и продовольственного суверенитета
- Магистр дизайна продуктов питания (совместно с Миланским техническим университетом).

На всех курсах студенты изучают комплексное сочетание гуманитарных наук (история еды, эстетика еды), биологических наук (биоразнообразие продуктов питания, науки о питании, наука о вкусе, наука о продуктах питания и технологии, агроэкология, органолептика и этнобиология) и социальных наук (пищевая антропология и социология, коммуникации, экономика, законодательство о продуктах питания и пищевой дизайн).
В дополнение к курсовой работе студенты обязаны посещать полевые учебные поездки по Европе и миру. Во время этого процесса практического обучения студенты встречаются с местными продовольственными сообществами Слоу Фуд, местными фермерами, пастухами, рыбаками, ремесленниками, производителями и экспертами, которые обращаются к местным продовольственным системам. Студенты посещают и наблюдают эти территории, анализируя местные и традиционные обычаи и дегустируя широкий ассортимент региональных продуктов и напитков.
Хотя почти все курсы преподаются на английском языке, студентам рекомендуется хорошо владеть как английским, так и итальянским языками.
Область исследований UNISG структурирована по трём макрообластям: 1. Окружающая среда; 2. Мобильность; 3. Восприятие и качество. С 2018 года в университете также действует трёхлетняя программа PhD.

### Внеклассные занятия
Студенты UNISG посещают в октябре проводимые раз в два года мероприятия Terra Madre и Salone Del Gusto в Турине. Всем студентам предлагается внести свой вклад и принять активное участие в многочисленных семинарах и мастер-классах по интересующим их темам. Постоянное участие в нескольких кулинарных конференциях и мероприятиях, таких как Slow Fish, проходящее два раза в год весной в Генуе, также является частью внеклассной деятельности студентов.